# Edward Kaleta
Edward Kaleta, ps. „Kleofas”, „Kobiela”, „Zwardoń” (ur. 22 sierpnia 1913 w Gumnej, zm. 3 czerwca 2000) – polski działacz ruchu ludowego, kierownik polityczny podokręgu śląskiego, członek „piątki” zastępczej Okręgowego Kierownictwa Ruchu Ludowego w Krakowie, kierownik kancelarii Okręgowej Delegatury Rządu w Krakowie.

## Młodość
Ukończył gimnazjum w Cieszynie. Do Stronnictwa Ludowego wstąpił już w 1933 r. i organizował Koła Ludowe, głównie w powiatach cieszyńskim i bielskim. W latach 1935–1939 był członkiem Zarządu Powiatowego SL w Cieszynie. Od roku 1936, aż do wybuchu wojny, był sekretarzem powiatowym SL na powiat bielski. Po zdaniu matury studiował prawo na Uniwersytecie Jagiellońskim, uzyskując w roku 1937 dyplom magistra prawa. Od 1935 r. był łącznikiem przebywającego w Czechosłowacji Wincentego Witosa z SL w kraju. Witos posyłał go aż na Kresy Wschodnie do tamtejszych działaczy ludowych w sprawie organizacji strajku chłopskiego, najpierw w 1937, a potem w 1938 r. Były to sondażowe wizytacje województw lwowskiego, lubelskiego i wileńskiego oraz miasta Grodna. W 1937 r. rozpoczął aplikację adwokacką w Bielsku, którą przerwał wybuch wojny.

## II wojna światowa
Wobec odmowy wpisu na niemiecką listę narodowościową zmuszony był opuścić Śląsk. Przeniósł się do Generalnego Gubernatorstwa, gdzie włączył się w nurt walki niepodległościowej „Rocha”. Skupił wokół siebie znaczną liczbę uchodźców ze Śląska oraz Opolszczyzny i wprowadził ich do konspiracji ludowej. Od 1941 r. został przewodniczącym kierownictwa SL „Roch” na Podokręg Śląski i reprezentantem SL w tamtejszym czwór porozumieniu, tj. Politycznym Komitecie Porozumiewawczym przy Delegaturze Rządu na Śląsk. Z jego inspiracji i za jego staraniem organizowane były na Śląsku „trójki” „Rocha” oraz komendy powiatowe Straży Chłopskiej-Ludowej Straży Bezpieczeństwa. Wykorzystując skład osobowy oddziału partyzanckiego „czantoria” i działaczy ludowych współpracujących z tym oddziałem (Jerzy Wisełka, Jan Tomica, Jan Błaszczyk), doprowadził do podporządkowania go pod komendę VI Okręgu Batalionów Chłopskich w Krakowie. Brał czynny udział w pracach Okręgowej Komisji Administracyjno-Samorządowej „Rocha”, współredagował pismo Podokręgu śląskiego „Odra-Nisa”. Należał do najaktywniejszych ludowców Ślązaków młodszego pokolenia.

## Działalność w okresie powojennym
Po wojnie wstąpił do PSL. Najpierw w Krakowie, gdzie w lipcu 1945 r. był łącznikiem pomiędzy Stanisławem Mikołajczykiem a Witosem, a następnie od lipca 1946 r. został prezesem ZW PSL w Katowicach. Od 1945 r. był członkiem Tymczasowego NKW PSL, a w latach 1946–1947 zastępcą członka NKW PSL. Od 1946 do 1948 r. był też członkiem RN PSL. W 1948 r. podjął pracę w adwokaturze, prowadził kancelarię adwokacką w Krakowie. 
Po wojnie pierwszy raz aresztowany w Cieszynie 18 grudnia 1946 r. i zwolniony po ponad pół roku, w 1947 r. W październiku tego samego roku, po ucieczce Mikołajczyka, został drugi raz aresztowany i osadzony w siedzibie UB na Placu Inwalidów w Krakowie. Następne aresztowanie (a było ich w sumie około 15), miało miejsce na przełomie lat 1950/1951. Tym razem siedział w UB około 10 miesięcy w Krakowie, potem 2 miesiące w Katowicach i znów w Krakowie. Przesłuchiwał go śledczy Marcus Katz. W zainscenizowanym procesie w Katowicach prokurator Schauber żądał dla niego kary śmierci. Sądził go Sąd Wojskowy – mjr Jankowski. W tym okresie szukano usilnie jego „rzekomych” kontaktów z Niemcami i jednocześnie namawiano go, aby wstąpił do ZSL. Gdy odmówił, śledczy oświadczył mu, że będzie wprawdzie zwolniony, ale on będzie go „odwiedzał” w domu, co należało rozumieć, że będzie pod dozorem milicyjnym; i tak też było. Oprócz tego wojewoda śląski Aleksander Zawadzki zażądał od niego, aby się wyniósł na stałe ze Śląska – z ziemi, na której się urodził, na której on, jego rodzina i kierowani przez niego ludowcy śląscy umacniali polskość. Ostatni raz Kaleta został wezwany do siedziby MO, przy ul. Lubicz w Krakowie, w grudniu 1981 r. po wprowadzeniu w Polsce stanu wojennego. Tutaj rozmawiano już w nim w sposób bardzo kulturalny, niemniej zaproponowano mu, aby podpisał takie oświadczenie, że ani nie będzie występował przeciwko stanowi wojennemu, ani też nie będzie nastrajał w tym kierunku chłopów. Oświadczenia takiego nie podpisał.
Był członkiem Macierzy Ziemi Cieszyńskiej i pierwszym prezesem jej Koła w Krakowie.

## Schyłek życia
Formalnie nie działał politycznie, spotykając się z kolegami jedynie w Wierzchosławicach, gdzie tamtejsze Towarzystwo Przyjaciół Muzeum Wincentego Witosa stanowiło namiastkę PSL. Pod koniec życia wrócił do polityki. W maju 1989 r. założył w Krakowie PSL, stając się jednym z czołowych działaczy PSL wilanowskiego, a w 1990 r. PSL. W latach 1990–1996 był zastępcą przewodniczącego Rady Naczelnej tej partii. Był prezesem honorowym Zarządu Wojewódzkiego PSL w Krakowie. W 1998 r. został prezesem honorowym całej partii. 
W 1989 r. został odznaczony Medalem im. Wincentego Witosa i Krzyżem Batalionów Chłopskich. W 1994 r. odznaczony Krzyżem Kawalerskim Orderu Odrodzenia Polski, a w 1998 r. Krzyżem Komandorskim Orderu Odrodzenia Polski. 

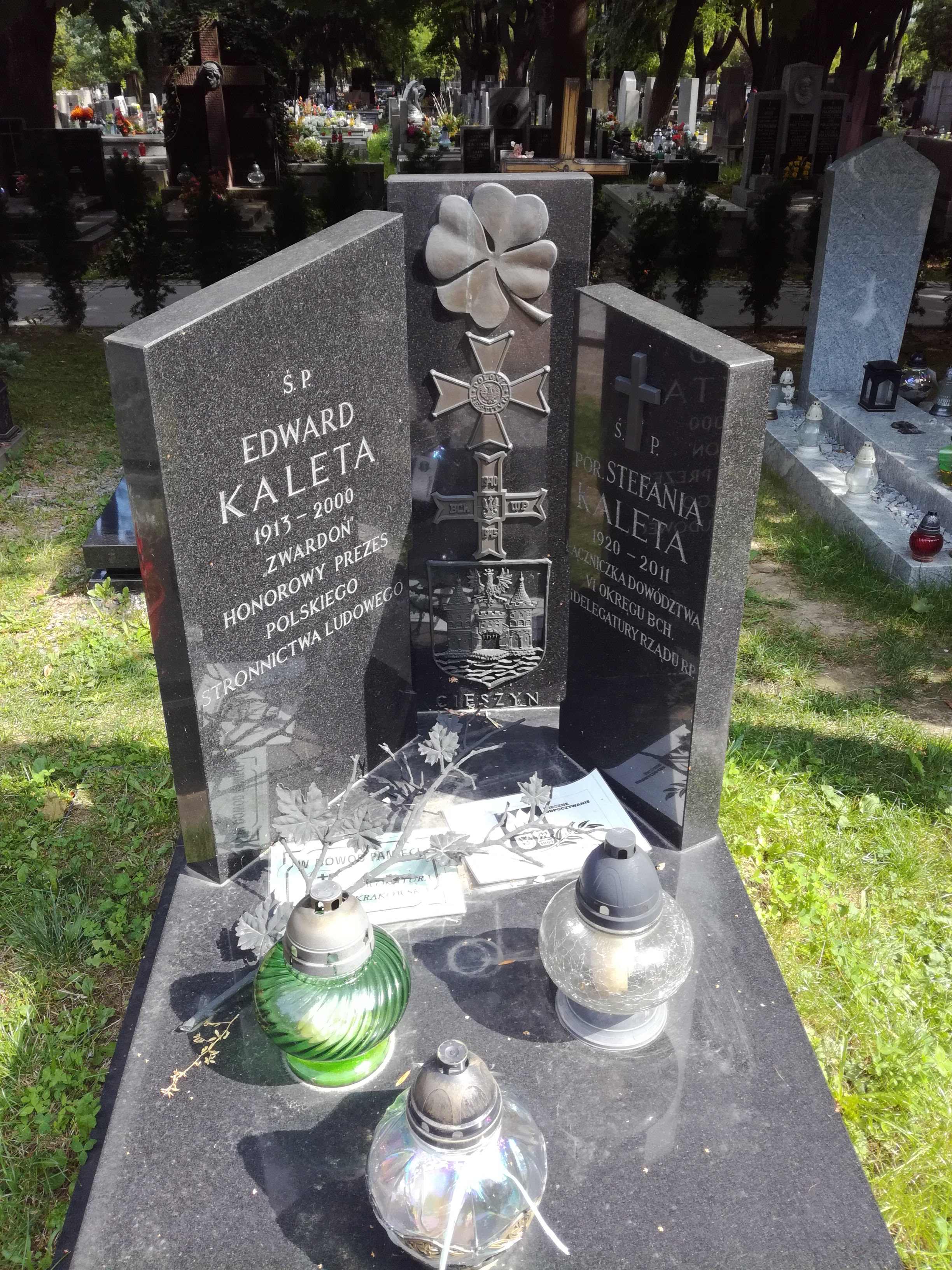
Grób Edwarda Kalety

Zmarł 3 czerwca 2000 r., pochowany na cmentarzu Rakowickim w Krakowie w alei zasłużonych (kwatera LXIX pas B-2-15).

## Rodzina
Żoną Edwarda Kalety była Stefania z domu Hućko (1920-2011). W czasie wojny była ona łączniczką Okręgowej Delegatury rządu w Krakowie do Delegatur Powiatowych, członkinią „grupy śląskiej” SL „Roch” i oddziału BCh „Śląsk” oraz łączniczką Okręgowej Komendy BCh. 